# Musa Qurbanlı
Musa Qurban oğlu Qurbanlı (* 13. April 2002 in Baku) ist ein aserbaidschanischer Fußballnationalspieler, der seit 2024 bei Qarabağ Ağdam unter Vertrag steht.

## Karriere

### Verein
Qurbanlı unterschrieb im August 2017 einen Vertrag bei Qarabağ Ağdam. Sein Debüt gab er am 20. Dezember 2019 in einem Spiel gegen Şamaxı FK. Am 16. Dezember 2022 unterzeichnete er einen neuen Vierjahresvertrag mit Qarabağ, was aber jedoch aufgehoben wurde. Am 5. Juli 2023 gab Djurgårdens IF Fotbollsförening bekannt, dass sie mit Qurbanlı einen Dreijahresvertrag unterzeichnet haben.
Im Sommer 2024 wechselte er zu Qarabağ Ağdam.

### Nationalmannschaft
Am 31. Mai 2019 wurde Qurbanlı von Milan Obradovic in die aserbaidschanische U21-Nationalmannschaft berufen. Sein erstes Spiel spielte er am 6. Juni 2020 gegen Liechtenstein U21. Seit 2020 spielt er auch für den Aserbaidschanische Fußballnationalmannschaft. Bisher absolvierte er 7 Länderspiele.